# Leucocoryne subulata
Leucocoryne subulata är en amaryllisväxtart som beskrevs av Pierfelice Ravenna. Leucocoryne subulata ingår i släktet Leucocoryne och familjen amaryllisväxter. Inga underarter finns listade i Catalogue of Life.